# Їбал – Маскат
Їбал – Маскат (Yibal – Muscat) — оманський трубопровідний коридор, що постачає газ на північ країни. 
Постачання блакитного палива до столиці країни Маскату стало першим магістральним газопровідним проєктом в Омані. Для цього у 1978 році проклали трубопровід від газопереробного заводу Їбал, який при діаметрі 500 мм міг транспортувати до 1,5 млрд м3 на рік. На той час газ призначався для використання на теплоелектростанції Ал-Губра, а з 1983-го також на новому цементному заводі в Русайл. Крім того, у 1981-му стало можливим передавати блакитне паливо до газопроводу Мурайрат – Сухар. 
У 1989-му на ділянці Їбал – Мурайрат ввели в дію другу нитку діаметром 900 мм.  
З 1996-го блакитне паливо із газопроводу отримує ТЕС Мана. 
Можливо також відзначити, що на початковій ділянці траса системи Їбал – Маскат проходить через газовий хаб Фахуд, який сполучений із газопереробними заводами Сайх-Равл та Каутер. 